# Liste der Abgeordneten zum Tiroler Landtag (Gefürstete Grafschaft, XI. Wahlperiode)
Diese Liste der Abgeordneten zum Tiroler Landtag (Gefürstete Grafschaft, XI. Wahlperiode) listet alle Abgeordneten zum Tiroler Landtag im Kronland der Gefürsteten Grafschaft Tirol (Österreich-Ungarn) in dessen XI. Wahlperiode auf. Die Angelobung der Abgeordneten erfolgte am 25. Mai 1914, wobei der Landtag 96 Abgeordnete umfasste. Die Anzahl der Abgeordneten war dabei unter anderem durch die Einführung der Kurie der Allgemeinen Wählerklasse um 28 erhöht worden. Dem Landtag gehörten dabei 10 Vertreter des Großgrundbesitzes, 3 Vertreter der Handelskammer, 19 Vertreter der Städte und Orte, 35 Vertreter der Landgemeinden und 21 Vertreter der Allgemeinen Wählerklasse an. Hinzu kamen sieben Virilstimmen und die Stimme des Rektors der Universität Innsbruck. Auf Grund des Ausbruchs des Ersten Weltkriegs bestand die XI. Wahlperiode nur aus einer Session, die vom 25. Mai 1914 bis zum 4. Juli 1914 dauerte.

## Landtagsabgeordnete
Die Tabelle enthält im Einzelnen folgende Informationen:
| Name:        | Name des Abgeordneten |
| Wahlklasse:  | Die dem Klassenwahlrecht entsprechende Wahlklasse bzw. Kurie: I. Wahlklasse = Virilstimmen, Geistliche und Rektor der Universität Innsbruck; II: Adelige des großen Grundbesitzes; III: Handels- und Gewerbekammer; IV: Zensuswahlklasse unterteilt nach Städten/Orten bzw. Landgemeinden; V: Allgemeine Wahlklasse unterteilt nach Städten/Orten bzw. Landgemeinden |
| Region:      | Die im Wahlbezirk enthaltenen Städte oder Stadtteile (Stadtwahlbezirke) bzw. Gerichtsbezirke (Landgemeindewahlbezirke) oder Sitze der Bischöfe bzw. Klöster (Wahlbezirke der Fürsterzbischöfe und Prälaten) |
| Anmerkungen: | Veränderungen während der Periode durch Tod, Mandatsverzicht oder spätere Angelobung |

| Name                                      | Wahl- klasse                                   | Region | Anmerkung |
| ----------------------------------------- | ---------------------------------------------- | --- | --------- |
| Abram Simon                               | Allgemeine Wählerklasse: Städte und Orte Nr. 2 | Innsbruck ohne Wahlkreis Nr. 1 sowie Hötting und Mühlau                                                          |           |
| Battisti Cesare                           | Allgemeine Wählerklasse: Städte und Orte Nr. 6 | Trient |           |
| Bauhofer Alois                            | Allgemeine Wählerklasse:Landgemeinden Nr. 9    | Schwarz, Fügen, Zell am Ziller, Innsbruck, Hall, Steinach, Mieders                                               |           |
| Bliem Franz                               | Landgemeinden Nr. 12                           | Rattenberg, Schwaz, Fügen, Zell am Ziller                                                                        |           |
| Chiesa Gustavo                            | Allgemeine Wählerklasse: Städte und Orte Nr. 7 | Rovereto, Riva, Arco, Ala, Mori                                                                                  |           |
| Ciani-Baletti von Ciano, von Tito         | Adeliger großer Grundbesitz                    | Bezirke Trient, Rovereto, Borgo, Cavalese, Cles, Mezolombardo, Tione, Riva, Primiero, Städte Trient und Rovereto |           |
| Ciccolini Giovanni                        | Landgemeinden Nr. 22                           | Male, Cles, Fondo (jeweils ohne die Gemeinden des Wahlbezirks 17)                                                |           |
| Conci Enrico                              | Allgemeine Wählerklasse:Landgemeinden Nr. 21   | Mezolombardo, Lavis, Cembra                                                                                      |           |
| Corradini Gabriele                        | Landgemeinden Nr. 22                           | Male, Cles, Fondo (jeweils ohne die Gemeinden des Wahlbezirks 17)                                                |           |
| Cristel Severino                          | Landgemeinden Nr. 25                           | Fassa, Primiero, Civezzano, Cavalese (ohne die Gemeinden des Wahlbezirks 17)                                     |           |
| Dalcastagne Luigi                         | Landgemeinden Nr. 24                           | Borgo, Strigno, Levico                                                                                           |           |
| de Gentili Guido                          | Allgemeine Wählerklasse:Landgemeinden Nr. 17   | Borgo, Strigno, Levico                                                                                           |           |
| Degasperi Alcide                          | Allgemeine Wählerklasse:Landgemeinden Nr. 18   | Fassa, Primiero, Civezzano, Cavalese (ohne die Gemeinden des Wahlbezirks 12)                                     |           |
| Delugan Baldessare                        | Allgemeine Wählerklasse:Landgemeinden Nr. 20   | Condiono, Tione, Val die Ledro, Riva, Arco                                                                       |           |
| Dipauli, von Johann Nepomuk               | Adeliger großer Grundbesitz                    | Bezirke Bozen, Meran, Schlanders, Brixen, Bruneck, Lienz, Ampezzo und Stadt Bozen+                               |           |
| Egger Franz Seraphin                      | Fürsterzbischöfe und Prälaten                  | Fürsterzbischof von Brixen                                                                                       |           |
| Endrici Cölestin                          | Fürsterzbischöfe und Prälaten                  | Fürsterzbischof von Trient                                                                                       |           |
| Erben Wilhelm                             | Universität Innsbruck                          | |           |
| Feichter Sebastiano                       | Allgemeine Wählerklasse:Landgemeinden Nr. 14   | Bruneck, Taufers, Enneberg, Buchenstein, Welsberg, Lienz, Windisch-Matrei, Sillian                               |           |
| Forcher-Mayr Hans                         | Städte und Orte Nr. 4                          | Bozen |           |
| Frick Johann                              | Landgemeinden Nr. 19                           | Brixen, Sterzing, Klausen                                                                                        |           |
| Gebhard Andreas                           | Städte und Orte Nr. 2                          | Kufstein, Kitzbühel, Hopfgarten, Rattenberg, Schwaz, Hall, Imst, Landeck, Telfs, Reutte, Vils, Matrei            |           |
| Gemaßmer Josef                            | Städte und Orte Nr. 5                          | Meran, Obermais, Untermais                                                                                       |           |
| Grabmayr von Angerheim Paul               | Adeliger großer Grundbesitz                    | Bezirke Bozen, Meran, Schlanders, Brixen, Bruneck, Lienz, Ampezzo und Stadt Bozen+                               |           |
| Grandi Rodolfo                            | Allgemeine Wählerklasse:Landgemeinden Nr. 15   | Male, Cles, Fondo (jeweils ohne die Gemeinden des Wahlbezirks 12)                                                |           |
| Gratz Johann Nepomuk                      | Landgemeinden Nr. 13                           | Innsbruck, Hall, Steinach, Mieders                                                                               |           |
| Greil Wilhelm                             | Allgemeine Wählerklasse: Städte und Orte Nr. 1 | Innsbruck-Südost                                                                                                 |           |
| Guske Heinrich                            | Städte und Orte Nr. 1                          | Innsbruck |           |
| Habicher Franz                            | Landgemeinden Nr. 15                           | Landeck, Imst, Ried, Nauders                                                                                     |           |
| Hartmann August                           | Städte und Orte Nr. 5                          | Meran, Obermais, Untermais                                                                                       |           |
| Haßler Gottfried                          | Landgemeinden Nr. 21                           | Lienz, Windisch-Matrei, Sillian                                                                                  |           |
| Henggi Franz                              | Allgemeine Wählerklasse: Städte und Orte Nr. 4 | Lienz, Ampezzo, Bruneck, Brixen, Klausen, Innichen, Welsberg, Riederdorf, Toblach, Gossensaß, Sterzing, Gries    |           |
| Hofinger Josef                            | Landgemeinden Nr. 11                           | Kufstein, Kitzbühel, Hopfgarten                                                                                  |           |
| Huber Sebastian                           | Allgemeine Wählerklasse: Städte und Orte Nr. 5 | Bozen, Meran, Obermais, Untermais                                                                                |           |
| Kaltner Balthasar                         | Fürsterzbischöfe und Prälaten                  | Fürsterzbischof von Salzburg                                                                                     |           |
| Kapferer Max                              | Landgemeinden Nr. 13                           | Innsbruck, Hall, Steinach, Mieders                                                                               |           |
| Kienzl Josef                              | Landgemeinden Nr. 18                           | Bozen, Sarntal, Kastelruth                                                                                       |           |
| Kofler Anton                              | Handelskammer                                  | Innsbruck |           |
| Kofler Leonhard                           | Landgemeinden Nr. 16                           | Meran, Passeier, Schlanders, Glurns                                                                              |           |
| Lorenzoni Fabio                           | Adeliger großer Grundbesitz                    | Bezirke Trient, Rovereto, Borgo, Cavalese, Cles, Mezolombardo, Tione, Riva, Primiero, Städte Trient und Rovereto |           |
| Mader Friedrich                           | Städte und Orte Nr. 1                          | Innsbruck |           |
| Malferteiner Michael                      | Allgemeine Wählerklasse:Landgemeinden Nr. 13   | Bozen, Sarntal, Kastelruth, Brixen, Sterzing, Klausen                                                            |           |
| Martini von Griengarten und Neuhof Karl   | Adeliger großer Grundbesitz                    | Bezirke Trient, Rovereto, Borgo, Cavalese, Cles, Mezolombardo, Tione, Riva, Primiero, Städte Trient und Rovereto |           |
| Mayr Michael                              | Allgemeine Wählerklasse: Städte und Orte Nr. 3 | Kufstein, Kitzbühel, Schwaz, Hall, Imst, Landeck, Telfs, Reutte, Vils, Matrei                                    |           |
| Menz Josef                                | Landgemeinden Nr. 16                           | Meran, Passeier, Schlanders, Glurns                                                                              |           |
| Müller Engelbert                          | Landgemeinden Nr. 14                           | Reutte, Silz, Telfs                                                                                              |           |
| Niedrist Karl                             | Landgemeinden Nr. 12                           | Rattenberg, Schwaz, Fügen, Zell am Ziller                                                                        |           |
| Noggler Josef                             | Allgemeine Wählerklasse:Landgemeinden Nr. 11   | Meran, Passeier, Schlanders, Glurns                                                                              |           |
| Oberrauch Alois                           | Handelskammer                                  | Bozen |           |
| Panizza Don Giovanni                      | Landgemeinden Nr. 23                           | Rovereto, Ala, Mori, Villa Lagarina                                                                              |           |
| Paoli Attilio                             | Landgemeinden Nr. 26                           | Trient, Stencio, Vezaano, Pergine                                                                                |           |
| Parteli Vigilio                           | Fürsterzbischöfe und Prälaten                  | Erzpriester von Rovereto, Propst von Arco                                                                        |           |
| Perghem Christiano                        | Landgemeinden Nr. 23                           | Rovereto, Ala, Mori, Villa Lagarina                                                                              |           |
| Peterlongo Hohann                         | Städte und Orte Nr. 6                          | Trient |           |
| Petrolli Sebastiano                       | Allgemeine Wählerklasse:Landgemeinden Nr. 16   | Rovereto, Ala, Mori, Villa Lagarina                                                                              |           |
| Pichler Johann                            | Landgemeinden Nr. 18                           | Bozen, Sarntal, Kastelruth                                                                                       |           |
| Pinalli Angelo                            | Städte und Orte Nr. 7                          | Roverto |           |
| Pizzini Fausto                            | Landgemeinden Nr. 28                           | Mezolombardo, lavis, Cembra                                                                                      |           |
| Pola Antonio                              | Landgemeinden Nr. 27                           | Condiono, Tione, Val die Ledro, Riva, Arco                                                                       |           |
| Pramstrahler Alois                        | Landgemeinden Nr. 19                           | Brixen, Sterzing, Klausen                                                                                        |           |
| Raile Angelo                              | Handelskammer                                  | Rovereto |           |
| Sartori Guido                             | Städte und Orte Nr. 9                          | Arco, Ala, Mori                                                                                                  |           |
| Schlechtleitner Alois                     | Fürsterzbischöfe und Prälaten                  | Pröbste von Bozen und Innichen, Landeskomtur des deutschen Ritterordens                                          |           |
| Schöpfer Aemilian                         | Landgemeinden Nr. 20                           | Bruneck, Taufers, Enneberg, Buchenstein, Welsberg                                                                |           |
| Schraffl Josef                            | Landgemeinden Nr. 21                           | Lienz, Windisch-Matrei, Sillian                                                                                  |           |
| Schumacher Franz                          | Städte und Orte Nr. 3                          | Lienz, Ampezzo, Bruneck, Brixen, Klausen, Innichen, Welsberg, Riederdorf, Toblach, Gossensaß, Sterzing, Gries    |           |
| Schwaiger Christian                       | Landgemeinden Nr. 11                           | Kufstein, Kitzbühel, Hopfgarten                                                                                  |           |
| Siegele Josef                             | Allgemeine Wählerklasse:Landgemeinden Nr. 10   | Reutte, Silz, Telfs, Landeck, Imst, Ried, Nauders                                                                |           |
| Steck Johann Nepomuk                      | Landgemeinden Nr. 17                           | Lana, Kaltern, Neumarkt sowie die Orte Altrei Truden, Laurein, St. Felix, Unsere Liebe Frau im Walde und Proveis |           |
| Stefenelli Anton                          | Städte und Orte Nr. 8                          | Riva |           |
| Steiger Franz                             | Städte und Orte Nr. 1                          | Innsbruck |           |
| Sterbach zu Stock und Luttach, von Paul   | Adeliger großer Grundbesitz                    | Bezirke Bozen, Meran, Schlanders, Brixen, Bruneck, Lienz, Ampezzo und Stadt Bozen+                               |           |
| Strobl Christian                          | Landgemeinden Nr. 15                           | Landeck, Imst, Ried, Nauders                                                                                     |           |
| Stumpf Franz                              | Allgemeine Wählerklasse:Landgemeinden Nr. 8    | Kufstein, Kitzbühel, Hopfgarten, Rattenberg                                                                      |           |
| Tabarelli de Fatis Silvio                 | Landgemeinden Nr. 28                           | Mezolombardo, lavis, Cembra                                                                                      |           |
| Tonelli Albino                            | Allgemeine Wählerklasse:Landgemeinden Nr. 19   | Trient, Stencio, Vezaano, Pergine                                                                                |           |
| Toffol Valentino                          | Landgemeinden Nr. 25                           | Fassa, Primiero, Civezzano, Cavalese (ohne die Gemeinden des Wahlbezirks 17)                                     |           |
| Trapp von Matsch Gotthard                 | Adeliger großer Grundbesitz                    | Bezirke Bozen, Meran, Schlanders, Brixen, Bruneck, Lienz, Ampezzo und Stadt Bozen+                               |           |
| Treuinfels Leo                            | Fürsterzbischöfe und Prälaten                  | Abt von Marienberg, Probst von Neustift, Prior von Gries                                                         |           |
| Unterkircher Peter                        | Landgemeinden Nr. 14                           | Reutte, Silz, Telfs                                                                                              |           |
| Viesi Silvio                              | Städte und Orte Nr. 6                          | Trient |           |
| Bellat Karl, von                          | Städte und Orte Nr. 10                         | Borgo, Levico, Pergine                                                                                           |           |
| Guggenberg Franz, von                     | Städte und Orte Nr. 3                          | Lienz, Ampezzo, Bruneck, Brixen, Klausen, Innichen, Welsberg, Riederdorf, Toblach, Gossensaß, Sterzing, Gries    |           |
| Kathrein Theodor, von                     | Städte und Orte Nr. 2                          | Kufstein, Kitzbühel, Hopfgarten, Rattenberg, Schwaz, Hall, Imst, Landeck, Telfs, Reutte, Vils, Matrei            |           |
| Leys-Paschbach Emil, von                  | Allgemeine Wählerklasse:Landgemeinden Nr. 12   | Lana, Kaltern, Neumarkt sowie die Orte Altrei Truden, Laurein, St. Felix, Unsere Liebe Frau im Walde und Proveis |           |
| Moll Franz Seraphin, von                  | Adeliger großer Grundbesitz                    | Bezirke Trient, Rovereto, Borgo, Cavalese, Cles, Mezolombardo, Tione, Riva, Primiero, Städte Trient und Rovereto |           |
| Walther Wilhelm, von                      | Städte und Orte Nr. 4                          | Bozen |           |
| Wackernell von Rechtenthurn Josef         | Adeliger großer Grundbesitz                    | Bezirke Innsbruck, Imst, Landeck, Reutte, Schwaz, Kufstein, Kitzbühel und Innsbruck                              |           |
| Widmann von Staffelfeld und Ulmburg Alois | Adeliger großer Grundbesitz                    | Bezirke Innsbruck, Imst, Landeck, Reutte, Schwaz, Kufstein, Kitzbühel und Innsbruck                              |           |
| Winkler Anton                             | Landgemeinden Nr. 20                           | Bruneck, Taufers, Enneberg, Buchenstein, Welsberg                                                                |           |
| Winkler Anton                             | Städte und Orte Nr. 1                          | Innsbruck |           |
| Zacher Adrian                             | Fürsterzbischöfe und Prälaten                  | Äbte von Wilten, Stams und Fiecht                                                                                |           |
| Zambanini Don Arturo                      | Landgemeinden Nr. 26                           | Trient, Stencio, Vezaano, Pergine                                                                                |           |
| Zanoni Antonio                            | Landgemeinden Nr. 27                           | Condiono, Tione, Val die Ledro, Riva, Arco                                                                       |           |
| Zösmayr Bernhard                          | Städte und Orte Nr. 1                          | Innsbruck |           |
| Zuegg Ernst                               | Landgemeinden Nr. 17                           | Lana, Kaltern, Neumarkt sowie die Orte Altrei Truden, Laurein, St. Felix, Unsere Liebe Frau im Walde und Proveis |           |